# Miquel Joan Barber
Miquel Joan Barber, conegut com el Barber de Binèfar, (Binèfar, s. XVI - ?) fou un dels bandolers seguidors de Ferran II duc de Villahermosa a la guerra de la Ribagorça, durant la dècada del 1580. Lluità activament contra el Minyó de Montellà i el batlle d'Alòs per la comarca i les terres de Ponent en general. Els cronistes aragonesos de l'època creien que havia mort el 1589, però es té constància que el 1593 encara liderava una quadrilla al Pallars Jussà a favor de Bernat de Guimerà (senyor de Ciutadilla i de Sant Romà d'Abella).